# Tomás Silva
Tomás Dolimar Silva Reyes (Uruguay, 2 de diciembre de 1966) es un exfutbolista uruguayo. Se desempeñaba en la posición de delantero.

## Clubes
| Club                      | País    | Año         |
| ------------------------- | ------- | ----------- |
| Club Nacional             | Uruguay | 1986 - 1990 |
| Universitario de Deportes | Perú    | 1991 - 1994 |

## Palmarés

### Campeonatos nacionales
| Título                    | Club                      | País | Año  |
| ------------------------- | ------------------------- | ---- | ---- |
| Primera División del Perú | Universitario de Deportes | Perú | 1992 |
| Primera División del Perú | Universitario de Deportes | Perú | 1993 |